# Dunbaria truncata
Dunbaria truncata là một loài thực vật có hoa trong họ Đậu. Loài này được (Miq.) Maesen miêu tả khoa học đầu tiên.